# Kanton Seesen
Der Kanton Seesen bestand von 1807 bis 1813 im Distrikt Einbeck (Departement der Leine, Königreich Westphalen) und wurde durch das Königliche Decret vom 24. Dezember 1807 gebildet. Seesen war von Umstruktierungen zur endgültigen Festsetzung des Zustands der Gemeinden im Departement der Leine vom 16. Juni 1809 betroffen. Nach diesem Dekret wurden einige Gemeinden in den Munizipalitäten in der unten stehenden Weise umorganisiert.

## Gemeinden
- Seesen, (zuvor Fürstentum Braunschweig-Wolfenbüttel) und Klingenhagen
- Bornhausen, Engelade und Ildehausen
- Kirchberg und Eulenburg
- Herrhausen
- Münchehof, Fürstenhagen, Stauffenburg und Lichtenhagen
- Gittelde und Deichhütte
- Badenhausen, Neuehütte und Oberhütte
- Windhausen und Laubhütte
- Herrhausen, Bilderlahe, Mechtshausen

ab 1809
- Münchehof kam zu Herrhausen
- Gittelde und Deichhütte mit Fürstenhagen und Stauffenburg zusammengelegt

(alle weiteren Munizipalitäten unverändert)